# Evangelho
Os evangelhos (do latim tardio evangelium, do grego clássico εὐαγγέλιον, «boa nova», composto de εὐ «bem, bom» e ἄγγελος «mensageiro, anúncio») são um gênero de literatura do cristianismo primitivo que conta a vida de Jesus, a fim de preservar seus ensinamentos ou revelar aspectos da natureza de Deus. O desenvolvimento do cânon do Novo Testamento deixou quatro evangelhos canônicos, que são aceitos como os únicos evangelhos autênticos para a maioria dos cristãos. 
Entretanto, existem muitos outros "evangelhos". Eles são conhecidos como apócrifos e foram escritos geralmente depois dos quatro evangelhos canônicos. Alguns deles deixaram vestígios importantes na tradição cristã, incluindo a iconografia.

## Os evangelhos como um género literário
Os evangelhos são um género único na literatura universal. Não são meros relatos, mas também um convite à adesão ao cristianismo. A sua primeira intenção não é a biográfica. Apresentam Cristo como Messias, Filho de Deus e salvador da humanidade. Contêm coleções de discursos, de parábolas, testemunhos e relatos, como o da Paixão e Ressurreição de Cristo.

## Evangelhos canônicos

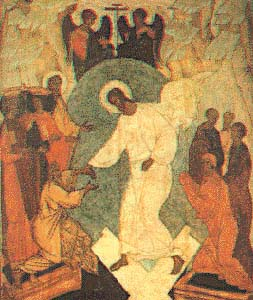
Ícone russo do século XVI representando a ressurreição de Jesus

Os evangelhos de Mateus, Marcos, Lucas e João são chamados evangelhos canónicos por serem os únicos que o cristianismo primitivo admitiu como legítimos e hoje integram o Novo Testamento da Bíblia, sendo também os únicos aceitos pelos grupos que sucederam. As igrejas cristãs só aceitam estes quatro evangelhos como tendo sido inspirados e fazendo parte do Cânon. As igrejas cristãs católica, ortodoxa e protestantes têm na Bíblia, incluindo os evangelhos, a base de sua fé e de sua prática.
O Evangelho de Mateus foi escrito para convencer os judeus de que Jesus era mesmo o Messias que estava por vir, por isso enfatiza o Antigo Testamento e as profecias a respeito desse ungido.

O Evangelho de Marcos (discípulo de Pedro) foi escrito para evangelizar principalmente os romanos, e relata somente quatro das parábolas de Jesus, enfatizando principalmente as ações de Jesus.

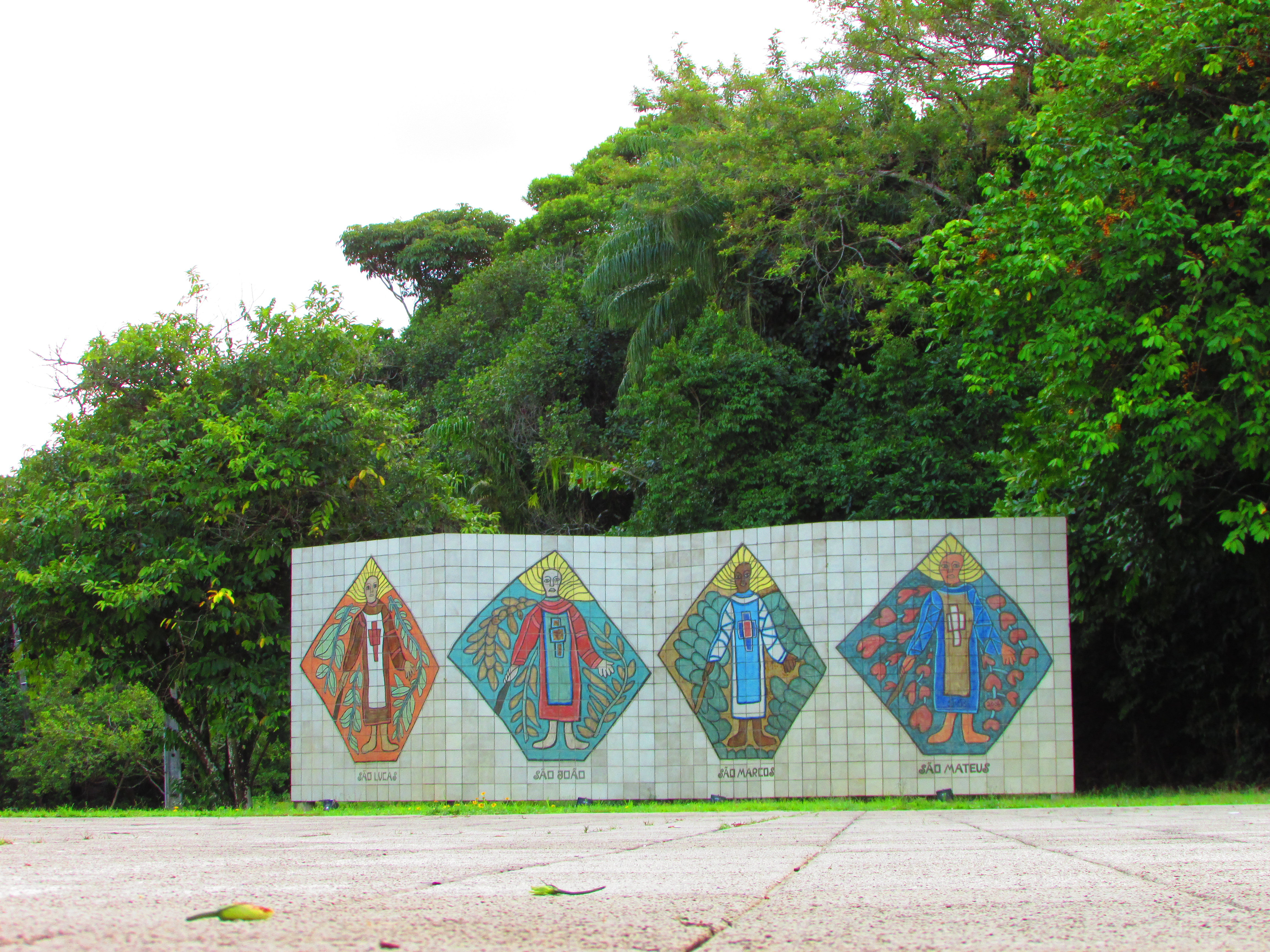
Os evangelhos pintado por Francisco Brennand

O Evangelho de Lucas foi escrito para os gentios (não judeus), enfatizando a misericórdia de Deus através da salvação por Jesus Cristo, principalmente para os pobres e humildes de coração.
O último dos evangelhos, o de João, foi escrito para doutrinar os novos convertidos. Não cita nenhuma das parábolas de Jesus (afinal, as parábolas já eram conhecidas no meio cristão, através dos relatos contidos nos outros evangelhos), porém combate com firmeza as primeiras heresias surgidas no princípio do cristianismo, como por exemplo: o gnosticismo (que negava a verdadeira encarnação do Filho de Deus) e outras seitas semelhantes, que também negavam a divindade de Jesus Cristo.

## Evangelhos apócrifos
Centenas de outros evangelhos foram escritos na antiguidade. Eles são chamados evangelhos apócrifos. Entre os manuscritos encontrados no Egito conhecidos como Biblioteca de Nag Hammadi, figuram os evangelhos atribuídos a apóstolos de Cristo: o evangelho de Tomé, o evangelho de Filipe, o evangelho de Pedro e o evangelho de Judas. Contêm, também, o evangelho de Maria.
- Protoevangelho de Tiago
- Evangelho do Pseudo-Tomé
- Evangelho do Pseudo-Mateus
- Evangelho da Infância Siríaco
- História de José, o carpinteiro
- Vida de João Batista
- Evangelho Armênio da Infância de Jesus
- Evangelho dos Hebreus
- Evangelho dos Nazarenos
- Evangelho dos Ebionitas
- Evangelho de Marcião
- Evangelho de Mani, também chamado de Evangelho Vivo ou Evangelho dos Vivos
- Evangelho de Apeles
- Evangelho de Bardesanes
- Evangelho secreto de Marcos
- Evangelho secreto de Mateus
- Evangelho apócrifo de Tiago
- Evangelho apócrifo de João
- Evangelho de Tomé
- Declaração de José de Arimatéia
- Evangelho de Pedro
- Atos de Pilatos, também chamado de Evangelho de Nicodemos
- Evangelho de Barnabé
- Relato de Pilatos a Cláudio
- Cura de Tibério
- Descida de Cristo ao Inferno
- Evangelho de Bartolomeu
- Questões de Bartolomeu
- Ressurreição de Jesus Cristo de acordo com Bartolomeu
- Sentença de Pôncio Pilatos contra Jesus
- Evangelho dos quatro reinos celestes
- Evangelho de Matias
- Evangelho de Eva
- Evangelho da Perfeição
- Evangelho dos Setenta
- Evangelho de Tadeu
- Evangelho dos Doze
- Memoria Apostolorum

## Etimologia
Literalmente, "evangelho" significa "boa mensagem", "boa notícia" ou "boas-novas", derivando da palavra grega ευαγγέλιον, euangelion (eu, bom, -angelion, mensagem).
A palavra grega "euangelion" deu também origem ao termo "evangelista" da língua portuguesa.
Originalmente, no grego Clássico, angelion referia-se a gorjeta que se dava ao mensageiro que entregava uma (eu = boa) mensagem ("o antigo correio"), e assim já dos anos de Cristo a palavra se cunhou no significado de "mensagem". A palavra grega, euangelion é também a fonte do termo "evangelista". Os autores dos Evangelhos Canônicos Cristão são conhecidos como os evangelistas. Geralmente, nos Estados Unidos, o termo gospel é uma referência a trabalhos do gênero de literatura cristã antiga.
Antes do primeiro evangelho ser escrito (Marcos, ca. 65-70 DC), Paulo, o Apóstolo, usou o termo euangelion quando ele lembrou ao povo da Igreja de Corrinto: …o evangelho que vos anunciei … (I Coríntios 15:1). Paulo asseverou que eles estavam sendo salvos pelo Evangelho, e ele caracterizou nos termos mais simples, enfatizando a aparição de Cristo após a Sua Ressurreição (15:3-8).
O uso extensivo mais cedo de "euangelion" (gospel) para indicar um gênero específico de escrever datas ao Século II: o bispo Justino Mártir, por volta do ano 155 dC, em "1 Apologia LXVI," escreveu:
"… os Apóstolos, nas suas memórias escritas por eles, as quais são chamadas de Evangelhos."
Na Introdução ao Antigo Testamento de Henry Barclay Swete, páginas 456-457, diz:
"Euangelion no LXX ocorre somente no plural, e talvez somente no sentido clássico de uma recompensa pelas boas notícias" (II Sam. 4:10; 18:20; 18:22; 18:25-27 e II Reis 7:9. No Novo Testamento o termo aparece apropriadamente as circunstâncias das boas novas Messiânica (Marcos 1:1; 1:14), provavelmente derivando este novo significado do uso Euangelion em Isa. 40:9; 52:7; 60:6 e 61:1.
No Novo Testamento, o "evangelho" significava a proclamação do poder da salvação de Deus através de Jesus de Nazareth, ou da mensagem do Ágape proclamada por Jesus de Nazare. Este é o uso no Novo Testamento original (por exemplo: Marcos 1:14-15 ou I Coríntios 15:1-9; veja também "G2098 de Strong"). A palavra ainda é usada neste sentido.